# 267 v.Chr.
Het jaar 267 v.Chr. is een jaartal volgens de christelijke jaartelling.

## Gebeurtenissen

### Europa
- Koning Gerennus (267 - 262 v.Chr.) een zoon van Elidurus, bestijgt de troon van Brittannië.

### Italië
- Vanuit Rome wordt de Via Appia verlengd naar de havenstad Brindisium in Zuid-Italië.

### Griekenland
- Areus I van Sparta komt in opstand tegen Antigonus II Gonatas, om Athene te bevrijden van de Macedoniërs.

## Geboren
- Berenice II (~267 v.Chr. - ~221 v.Chr.), koningin van Egypte